# Línea 65 (AMDET)
La línea 65  fue un servicio de transporte urbano ofrecido por el ente de público de transporte de Montevideo, unía la Aduana con Trouville.

## Historia
Fue creada el 15 de agosto de 1955 por la Administración Municipal de Transporte, siendo la segunda línea de transporte en partir desde la Aduana de Montevideo. Su destino era Trouville, en la intersección de 21 de Setiembre y la Rambla. Dicha línea fue disuelta el 15 de marzo de 1975.